# Hemiceras serana
Hemiceras serana är en fjärilsart som beskrevs av William Schaus 1901. Hemiceras serana ingår i släktet Hemiceras och familjen tandspinnare. Inga underarter finns listade i Catalogue of Life.